# Kőmíves István Öthö
Kőmíves István Öthö (Vác, 1949. november 16. – Budapest, 2007. április 7.) Munkácsy Mihály-díjas magyar grafikusművész.

## Életpályája
Édesapja id. Kőmíves István (1920–1987), közgazdász, tanácselnök-helyettes, édesanyja Tóth Júlia (1922–1987) volt. Felesége Vásárhelyi Kata textilművész (1953–). Húga Kőmíves Katalin (1953–) fordító. Fiai Kőmíves András Máté (1979–) és Kőmíves Kristóf (1985–), unokái Kőmíves Boldizsár (2009–) és Kőmíves Boriska (2018–).
1973-ban diplomázott a Magyar Iparművészeti Főiskola Typo-grafika Tanszékén. Tanárai: Koller György, Luzsicza Lajos, Ernyei Sándor, Baska József, Finta József. Ugyanebben az évben a Magyar Alkotóművészek Országos Egyesületének (Művészeti Alap) tagja lett.
1974-től a Magyar Posta számos, űrrepülés témájú bélyeg megtervezésével bízta meg. 1980-tól nagyobb állami- és magán beruházások arculatát és irányítórendszerét tervezte. Többek közt a Sugár Üzletközpont, a Debreceni Gyógyfürdő és Kórház, valamint a Controll Számítástechnikai Rt. arculatának és hirdetési kampányának kidolgozásában részt vett.
1992-től komputer grafikával, rézkarccal és festészettel foglalkozott.
1996-ban – a Földalatti Vasúti Múzeumban ma is megtekinthető – „A Milleniumi Földalatti Vasút 100 éve“ című kiállítás tervezésével és kivitelezésével bízták meg. Ugyanebben az évben a Közlekedési Múzeumban megrendezett „150 éves a Magyar Vasút“ című kiállítás megtervezése és kivitelezése is az ő nevéhez fűződik.
1997-ben a Magyar Plakátért Alapítvány kurátora lett.
1998-ban a Budapesti Atlétikai Európa-bajnokság (Népstadion, Budapest) teljes arculatát dolgozta ki.
2001-től elnökségi tagja és egyben motorja volt a KIPE 13. (XIII. kerületi Képző- és Iparművészeti Egyesület) működésének, s felmérhetetlenül sokat tett azért, hogy a Tátra utcai Újlipótvárosi Klub-Galéria összbudapesti, sőt, országos kisugárzású szellemi központtá legyen, festők és szobrászok, írók és költők, filmesek és irodalmárok elfogultságoktól mentes találkozóhelyévé és fórumává.
2003-ban a Magyar Festők Társasága tagjává választotta.
2006-ban az egyik legrangosabb nemzetközi irodalomtudományi konferencia, a Budapesten megrendezett XX. Nemzetközi James Joyce Szimpózium teljes arculattervét elkészítette.
2007-ben bekövetkezett haláláig aktívan alkotott, kiállított és szervezett. Művészetének jelentőségét a szakmai közvélemény is elismerte: ebben az évben a legrangosabb képzőművészeti kitüntetésben, a Munkácsy Mihály-díjban részesült. Műveiből Budapesten és számos vidéki városban rendeztek egyéni- és csoportos kiállítást, munkáit bemutatták Lengyelországban, Japánban, Egyiptomban és Norvégiában is.

## Főbb díjai
- A Reklám Szövetség Nívó Díja 1990
- A Reklám Szövetség Nívó Díja 1993
- NKA alkotói támogatás 2002
- NKÖM Fődíja, Szombathely – I. Textilművészeti Triennálé 2003
- MAOE-díj – II. Kortárs Ikonográfiai Biennálé - 2005
- A Budapest Főváros XIII. kerületi Önkormányzat által az „1956 évi forradalom és szabadságharc 50. évfordulója alkalmából meghirdetett képzőművészeti pályázat” díja 2006
- Munkácsy Mihály-díj 2007

## Egyéni kiállítások
- Városi Művelődési Központ, Zalaegerszeg 1986
- MÜM. Intézet, Székesfehérvár 1987
- „Finta József & Görög Lajos” emlékkiállítás. Budapest Kongresszusi Központ, Budapest 1996
- „Távlatok és rétegek“ – Újlipótvárosi Klub-Galéria, Budapest 2000
- „Minden más helyen marad“ Asszociációk Ferencz Győző verseire – Újlipótvárosi Klub-Galéria, Budapest 2001
- „BÁBELEK“ – Magyar Rézkarcolók Országos Egyesülete Galériája, GALÉRIA IX., Budapest 2003
- „BÁBELEK II.“  – XIII. ker. Önkormányzat Polgármesteri Hivatala, Budapest 2003
- Folyosó Galéria, Budapest 2004
- Művészkönyv bemutató és kiállítás: Tony Harrison V. című verse. Újlipótvárosi Klub-Galéria, Budapest 2005